# 巴山镇 (镇巴县)
巴山镇，是中华人民共和国陕西省汉中市镇巴县下辖的一个乡镇级行政单位。

## 行政区划
巴山镇下辖以下地区：
活水村、淇水村、鹿池村、宝山村、白腊园村、松树村、钟家营村、丁木村和白家垭村。